# Đội tuyển bóng đá quốc gia Sudan
Đội tuyển bóng đá quốc gia Sudan (tiếng Ả Rập: منتخب السودان الوطني لكرة القدم) là đội tuyển cấp quốc gia của Sudan do Hiệp hội bóng đá Sudan quản lý.
Trận thi đấu quốc tế đầu tiên của đội tuyển Sudan là trận gặp đội tuyển Ethiopia vào năm 1956. Thành tích tốt nhất của đội cho đến nay là chức vô địch Cúp bóng đá châu Phi 1970.

## Danh hiệu
- Cúp bóng đá châu Phi: 1

Vô địch: 1970
Á quân: 1959; 1963
Hạng ba: 1957
- Vô địch Cúp CECAFA: 4

Vô địch: 1980, 2006, 2007
Á quân: 1990, 1996, 2013
Hạng ba: 1996; 2004; 2011

## Thành tích quốc tế

### Giải bóng đá vô địch thế giới
- 1930 đến 1954 - Không tham dự
- 1958 - Bỏ cuộc trong vòng loại
- 1962 - Bỏ cuộc
- 1966 - Bỏ cuộc
- 1970 - Không vượt qua vòng loại
- 1974 - Không vượt qua vòng loại
- 1978 - Bỏ cuộc
- 1982 đến 1990 - Không vượt qua vòng loại
- 1994 - Bỏ cuộc
- 1998 đến 2022 - Không vượt qua vòng loại

### Cúp bóng đá châu Phi
| Cúp bóng đá châu Phi | Cúp bóng đá châu Phi          | Cúp bóng đá châu Phi          | Cúp bóng đá châu Phi          | Cúp bóng đá châu Phi          | Cúp bóng đá châu Phi          | Cúp bóng đá châu Phi          | Cúp bóng đá châu Phi          | Cúp bóng đá châu Phi          |
| Vòng chung kết: 9    | Vòng chung kết: 9             | Vòng chung kết: 9             | Vòng chung kết: 9             | Vòng chung kết: 9             | Vòng chung kết: 9             | Vòng chung kết: 9             | Vòng chung kết: 9             | Vòng chung kết: 9             |
| Năm                  | Vòng                          | Hạng                          | Pld                           | W                             | D                             | L                             | GF                            | GA                            |
| -------------------- | ----------------------------- | ----------------------------- | ----------------------------- | ----------------------------- | ----------------------------- | ----------------------------- | ----------------------------- | ----------------------------- |
| 1957                 | Hạng ba                       | 3rd                           | 1                             | 0                             | 0                             | 1                             | 1                             | 2                             |
| 1959                 | Á quân                        | 2nd                           | 2                             | 1                             | 0                             | 1                             | 2                             | 2                             |
| 1962                 | Không vượt qua vòng loại      | Không vượt qua vòng loại      | Không vượt qua vòng loại      | Không vượt qua vòng loại      | Không vượt qua vòng loại      | Không vượt qua vòng loại      | Không vượt qua vòng loại      | Không vượt qua vòng loại      |
| 1963                 | Á quân                        | 2nd                           | 3                             | 1                             | 1                             | 1                             | 6                             | 5                             |
| 1965 đến 1968        | Không vượt qua vòng loại      | Không vượt qua vòng loại      | Không vượt qua vòng loại      | Không vượt qua vòng loại      | Không vượt qua vòng loại      | Không vượt qua vòng loại      | Không vượt qua vòng loại      | Không vượt qua vòng loại      |
| 1970                 | Vô địch                       | 1st                           | 5                             | 4                             | 0                             | 1                             | 8                             | 3                             |
| 1972                 | Vòng 1                        | 7th                           | 3                             | 0                             | 2                             | 1                             | 4                             | 6                             |
| 1974                 | Không vượt qua vòng loại      | Không vượt qua vòng loại      | Không vượt qua vòng loại      | Không vượt qua vòng loại      | Không vượt qua vòng loại      | Không vượt qua vòng loại      | Không vượt qua vòng loại      | Không vượt qua vòng loại      |
| 1976                 | Vòng 1                        | 7th                           | 3                             | 0                             | 2                             | 1                             | 3                             | 4                             |
| 1978                 | Bỏ cuộc                       | Bỏ cuộc                       | Bỏ cuộc                       | Bỏ cuộc                       | Bỏ cuộc                       | Bỏ cuộc                       | Bỏ cuộc                       | Bỏ cuộc                       |
| 1980                 | Không vượt qua vòng loại      | Không vượt qua vòng loại      | Không vượt qua vòng loại      | Không vượt qua vòng loại      | Không vượt qua vòng loại      | Không vượt qua vòng loại      | Không vượt qua vòng loại      | Không vượt qua vòng loại      |
| 1982                 | Không tham dự                 | Không tham dự                 | Không tham dự                 | Không tham dự                 | Không tham dự                 | Không tham dự                 | Không tham dự                 | Không tham dự                 |
| 1984                 | Không vượt qua vòng loại      | Không vượt qua vòng loại      | Không vượt qua vòng loại      | Không vượt qua vòng loại      | Không vượt qua vòng loại      | Không vượt qua vòng loại      | Không vượt qua vòng loại      | Không vượt qua vòng loại      |
| 1986                 | Bỏ cuộc                       | Bỏ cuộc                       | Bỏ cuộc                       | Bỏ cuộc                       | Bỏ cuộc                       | Bỏ cuộc                       | Bỏ cuộc                       | Bỏ cuộc                       |
| 1988 đến 1996        | Không vượt qua vòng loại      | Không vượt qua vòng loại      | Không vượt qua vòng loại      | Không vượt qua vòng loại      | Không vượt qua vòng loại      | Không vượt qua vòng loại      | Không vượt qua vòng loại      | Không vượt qua vòng loại      |
| 1998                 | Bỏ cuộc khi tham dự vòng loại | Bỏ cuộc khi tham dự vòng loại | Bỏ cuộc khi tham dự vòng loại | Bỏ cuộc khi tham dự vòng loại | Bỏ cuộc khi tham dự vòng loại | Bỏ cuộc khi tham dự vòng loại | Bỏ cuộc khi tham dự vòng loại | Bỏ cuộc khi tham dự vòng loại |
| 2000                 | Không tham dự                 | Không tham dự                 | Không tham dự                 | Không tham dự                 | Không tham dự                 | Không tham dự                 | Không tham dự                 | Không tham dự                 |
| 2002 đến 2006        | Không vượt qua vòng loại      | Không vượt qua vòng loại      | Không vượt qua vòng loại      | Không vượt qua vòng loại      | Không vượt qua vòng loại      | Không vượt qua vòng loại      | Không vượt qua vòng loại      | Không vượt qua vòng loại      |
| 2008                 | Vòng 1                        | 16th                          | 3                             | 0                             | 0                             | 3                             | 0                             | 9                             |
| 2010                 | Không vượt qua vòng loại      | Không vượt qua vòng loại      | Không vượt qua vòng loại      | Không vượt qua vòng loại      | Không vượt qua vòng loại      | Không vượt qua vòng loại      | Không vượt qua vòng loại      | Không vượt qua vòng loại      |
| 2012                 | Tứ kết                        | 8th                           | 4                             | 1                             | 1                             | 2                             | 4                             | 7                             |
| 2013 đến 2019        | Không vượt qua vòng loại      | Không vượt qua vòng loại      | Không vượt qua vòng loại      | Không vượt qua vòng loại      | Không vượt qua vòng loại      | Không vượt qua vòng loại      | Không vượt qua vòng loại      | Không vượt qua vòng loại      |
| 2021                 | Vòng 1                        | 20th                          | 3                             | 0                             | 1                             | 2                             | 1                             | 4                             |
| 2023                 | Không vượt qua vòng loại      | Không vượt qua vòng loại      | Không vượt qua vòng loại      | Không vượt qua vòng loại      | Không vượt qua vòng loại      | Không vượt qua vòng loại      | Không vượt qua vòng loại      | Không vượt qua vòng loại      |
| 2025                 | Chưa xác định                 | Chưa xác định                 | Chưa xác định                 | Chưa xác định                 | Chưa xác định                 | Chưa xác định                 | Chưa xác định                 | Chưa xác định                 |
| 2027                 | Chưa xác định                 | Chưa xác định                 | Chưa xác định                 | Chưa xác định                 | Chưa xác định                 | Chưa xác định                 | Chưa xác định                 | Chưa xác định                 |
| Tổng cộng            | 1 lần vô địch                 | 9/28                          | 27                            | 7                             | 7                             | 13                            | 29                            | 42                            |

### Thế vận hội Mùa hè
Sudan mới một lần tham dự Thế vận hội Mùa hè, tuy nhiên không vượt qua được vòng bảng.
- (Nội dung thi đấu dành cho cấp đội tuyển quốc gia cho đến kỳ Đại hội năm 1988)

| Thế vận hội Mùa hè | Thế vận hội Mùa hè                   | Thế vận hội Mùa hè                   | Thế vận hội Mùa hè                   | Thế vận hội Mùa hè                   | Thế vận hội Mùa hè                   | Thế vận hội Mùa hè                   | Thế vận hội Mùa hè                   | Thế vận hội Mùa hè                   |
| Vòng chung kết: 1  | Vòng chung kết: 1                    | Vòng chung kết: 1                    | Vòng chung kết: 1                    | Vòng chung kết: 1                    | Vòng chung kết: 1                    | Vòng chung kết: 1                    | Vòng chung kết: 1                    | Vòng chung kết: 1                    |
| Năm                | Vòng                                 | Hạng                                 | Pld                                  | W                                    | D                                    | L                                    | GF                                   | GA                                   |
| ------------------ | ------------------------------------ | ------------------------------------ | ------------------------------------ | ------------------------------------ | ------------------------------------ | ------------------------------------ | ------------------------------------ | ------------------------------------ |
| 1900 đến 1958      | Không tham dự là một phần của Ai Cập | Không tham dự là một phần của Ai Cập | Không tham dự là một phần của Ai Cập | Không tham dự là một phần của Ai Cập | Không tham dự là một phần của Ai Cập | Không tham dự là một phần của Ai Cập | Không tham dự là một phần của Ai Cập | Không tham dự là một phần của Ai Cập |
| 1960 đến 1968      | Không vượt qua vòng loại             | Không vượt qua vòng loại             | Không vượt qua vòng loại             | Không vượt qua vòng loại             | Không vượt qua vòng loại             | Không vượt qua vòng loại             | Không vượt qua vòng loại             | Không vượt qua vòng loại             |
| 1972               | Vòng bảng                            | 15th                                 | 3                                    | 0                                    | 0                                    | 3                                    | 1                                    | 5                                    |
| 1976 đến 1988      | Không vượt qua vòng loại             | Không vượt qua vòng loại             | Không vượt qua vòng loại             | Không vượt qua vòng loại             | Không vượt qua vòng loại             | Không vượt qua vòng loại             | Không vượt qua vòng loại             | Không vượt qua vòng loại             |
| Tổng cộng          | 1 lần vòng bảng                      | 1/19                                 | 3                                    | 0                                    | 0                                    | 3                                    | 1                                    | 5                                    |

### Cúp bóng đá Ả Rập
| Cúp bóng đá Ả Rập | Cúp bóng đá Ả Rập        | Cúp bóng đá Ả Rập        | Cúp bóng đá Ả Rập        | Cúp bóng đá Ả Rập        | Cúp bóng đá Ả Rập        | Cúp bóng đá Ả Rập        | Cúp bóng đá Ả Rập        | Cúp bóng đá Ả Rập        |
| Vòng chung kết: 4 | Vòng chung kết: 4        | Vòng chung kết: 4        | Vòng chung kết: 4        | Vòng chung kết: 4        | Vòng chung kết: 4        | Vòng chung kết: 4        | Vòng chung kết: 4        | Vòng chung kết: 4        |
| Năm               | Vòng                     | Hạng                     | Pld                      | W                        | D                        | L                        | GF                       | GA                       |
| ----------------- | ------------------------ | ------------------------ | ------------------------ | ------------------------ | ------------------------ | ------------------------ | ------------------------ | ------------------------ |
| 1963 đến 1966     | Không tham dự            | Không tham dự            | Không tham dự            | Không tham dự            | Không tham dự            | Không tham dự            | Không tham dự            | Không tham dự            |
| 1985              | Không vượt qua vòng loại | Không vượt qua vòng loại | Không vượt qua vòng loại | Không vượt qua vòng loại | Không vượt qua vòng loại | Không vượt qua vòng loại | Không vượt qua vòng loại | Không vượt qua vòng loại |
| 1988 đến 1992     | Không tham dự            | Không tham dự            | Không tham dự            | Không tham dự            | Không tham dự            | Không tham dự            | Không tham dự            | Không tham dự            |
| 1998              | Vòng bảng                | 7th                      | 2                        | 1                        | 0                        | 1                        | 2                        | 4                        |
| 2002              | Vòng bảng                | 7th                      | 4                        | 1                        | 1                        | 2                        | 4                        | 5                        |
| 2012              | Vòng bảng                | 7th                      | 3                        | 1                        | 2                        | 0                        | 4                        | 2                        |
| 2021              | Vòng bảng                | 16th                     | 3                        | 0                        | 0                        | 3                        | 0                        | 10                       |
| Tổng cộng         | 1 lần vòng bảng          | 4/10                     | 12                       | 3                        | 3                        | 6                        | 10                       | 21                       |

## Đội hình
Đội hình dưới đây được triệu tập tham dự CAN 2021.

Số liệu thống kê tính đến ngày 19 tháng 1 năm 2022 sau trận gặp Ai Cập.

| Số | VT | Cầu thủ               | Ngày sinh (tuổi)  | Trận | Bàn | Câu lạc bộ                |
| -- | -- | --------------------- | ----------------- | ---- | --- | ------------------------- |
| 1  | TM | Ali Abu Eshrein       | 6 tháng 12, 1989  | 24   | 0   | Al-Hilal Club             |
| 23 | TM | Mohamed Mustafa       | 19 tháng 2, 1996  | 4    | 0   | Al-Merrikh SC             |
| 16 | TM | Ishag Adam            | 1 tháng 1, 1999   | 1    | 0   | Al-Hilal Club             |
|    |    |                       |                   |      |     |                           |
| 5  | HV | Salah Nemer (captain) | 5 tháng 2, 1992   | 12   | 0   | Al-Merrikh SC             |
| 6  | HV | Mustafa Karshoum      | 6 tháng 12, 1992  | 6    | 0   | Al-Merrikh SC             |
| 12 | HV | Mustafa Alfadni       | 24 tháng 10, 1999 | 4    | 0   | Al-Ahly Shendi            |
| 17 | HV | Mazin Mohamedein      | 2 tháng 5, 2000   | 4    | 0   | Tuti SC (Khartoum)        |
| 28 | HV | Moaiad Abdeen         | 21 tháng 5, 1996  | 3    | 0   | Alamal SC Atbara          |
| 2  | HV | Muhamed Kesra         | 25 tháng 10, 1996 | 2    | 0   | Hay Al-Arab SC            |
| 3  | HV | Elsadig Hassan        | 4 tháng 9, 1996   | 2    | 0   | Al-Shurta SC (Al-Qadaref) |
| 7  | HV | Muhamed Amin          | 6 tháng 11, 1998  | 1    | 0   | Motala AIF                |
| 4  | HV | Amjad Ismail          | 1 tháng 1, 1993   | 1    | 0   | Al-Ahly Shendi            |
|    |    |                       |                   |      |     |                           |
| 21 | TV | Walieldin Khedr       | 15 tháng 9, 1995  | 21   | 1   | Al-Hilal Club             |
| 19 | TV | Dhiya Mahjoub         | 30 tháng 5, 1995  | 19   | 0   | Al-Merrikh SC             |
| 14 | TV | Mohamed Al Rashed     | 1 tháng 1, 1994   | 16   | 1   | Al-Merrikh SC             |
| 9  | TV | Abdel Raouf           | 18 tháng 7, 1993  | 4    | 0   | Al-Hilal Club             |
| 11 | TV | Gumaa Abas            | 3 tháng 11, 1994  | 4    | 0   | Al-Hilal Club             |
| 18 | TV | Sharif Omer           | 19 tháng 6, 1992  | 2    | 0   | Al-Hilal ESC (Al-Fasher)  |
| 24 | TV | Captain Bashir        | 1 tháng 6, 1994   | 1    | 0   | Alamal SC Atbara          |
| 26 | TV | Alsheikh Muhamed      | 14 tháng 6, 1997  | 0    | 0   | Al Khartoum SC            |
| 20 | TV | Suliman Zakaria       | 1 tháng 1, 1995   | 0    | 0   | Hay Al-Arab SC            |
|    |    |                       |                   |      |     |                           |
| 10 | TĐ | Mohamed Abdel Rahman  | 10 tháng 7, 1993  | 22   | 7   | Al-Hilal Club             |
| 22 | TĐ | Al-Jezoli Nouh        | 24 tháng 10, 2002 | 10   | 0   | Al-Merrikh SC             |
| 15 | TĐ | Yasin Hamed           | 12 tháng 9, 1999  | 9    | 0   | Nyiregyhaza Spartacus     |
| 25 | TĐ | Musab Ahmed           | 10 tháng 12, 1993 | 2    | 0   | El-Hilal SC El-Obeid      |
| 8  | TĐ | Muhamed Zurga         | 18 tháng 9, 1998  | 2    | 0   | Al-Merrikh SC             |

### Triệu tập gần đây
| Vt | Cầu thủ               | Ngày sinh (tuổi)  | Số trận | Bt | Câu lạc bộ       | Lần cuối triệu tập                |
| -- | --------------------- | ----------------- | ------- | -- | ---------------- | --------------------------------- |
| TM | Akram Al Hadi         | 27 tháng 2, 1987  | 38      | 0  | Toti SC          | v. Guinée; 9 October 2021         |
| TM | Munjed Al Nil         | 1 tháng 1, 1996   | 2       | 0  | Al-Merrikh SC    | v. Guinée; 9 October 2021         |
| TM | Mohamed Alnour        | 1 tháng 1, 2000   | 0       | 0  | Al-Hilal Club    | v. Zambia; 13 June 2021           |
|    |                       |                   |         |    |                  |                                   |
| HV | Amir Kamal            | 24 tháng 7, 1992  | 61      | 2  | Al-Merrikh SC    | Arab Cup 2021                     |
| HV | Faris Abdalla         | 19 tháng 2, 1994  | 45      | 1  | Al-Hilal Club    | Arab Cup 2021                     |
| HV | Ather El Tahir        | 24 tháng 10, 1996 | 39      | 6  | Smouha SC        | Arab Cup 2021                     |
| HV | Ahmed Bibo            | 1 tháng 1, 1994   | 10      | 0  | Al-Merrikh SC    | Arab Cup 2021                     |
| HV | Muhamed Ering         | 23 tháng 10, 1997 | 8       | 0  | Al-Hilal Club    | Arab Cup 2021                     |
| HV | Ahmed Wadah           | 12 tháng 2, 2000  | 7       | 0  | Al-Hilal Club    | Arab Cup 2021                     |
| HV | Walid Hassan          | 19 tháng 11, 1991 | 5       | 0  | Al Ta'awon SC    | Arab Cup 2021                     |
| HV | Samawal Merghani      | 22 tháng 10, 1991 | 17      | 0  | Al-Hilal Club    | v. Guinée; 9 October 2021         |
| HV | Hussein Al Jarf       | 23 tháng 9, 1998  | 8       | 0  | Hilal Alsahil SC | v. Guiné-Bissau; 7 September 2021 |
| HV | Omer Al Masry         | 28 tháng 12, 1990 | 2       | 0  | Al-Hilal Club    | v. Guiné-Bissau; 7 September 2021 |
| HV | Hussein Ebrahim       | 23 tháng 9, 1998  | 9       | 0  | Hilal Alsahil SC | v. Zambia; 13 June 2021           |
|    |                       |                   |         |    |                  |                                   |
| TV | Nasr Eldin El Shigail | 7 tháng 4, 1985   | 64      | 0  | Al-Hilal Club    | Arab Cup 2021                     |
| TV | Ramadan Agab          | 20 tháng 2, 1986  | 49      | 7  | Al-Merrikh SC    | Arab Cup 2021                     |
| TV | Abuaagla Abdalla      | 11 tháng 3, 1993  | 43      | 1  | Al-Hilal Club    | Arab Cup 2021                     |
| TV | Muaaz Al-Quoz         | 25 tháng 4, 1989  | 29      | 1  | Al Khartoum SC   | Arab Cup 2021                     |
| TV | Salah Adel            | 3 tháng 4, 1995   | 7       | 0  | Al-Hilal Club    | Arab Cup 2021                     |
| TV | Ahmed Al-Tash         | 7 tháng 3, 1993   | 12      | 1  | Al-Merrikh SC    | v. Guiné-Bissau; 7 September 2021 |
| TV | Sharaf Eldin Shiboub  | 7 tháng 6, 1994   | 6       | 0  | CS Constantine   | v. Guiné-Bissau; 7 September 2021 |
|    |                       |                   |         |    |                  |                                   |
| TĐ | Yaser Muzmel          | 1 tháng 1, 1992   | 17      | 3  | Al-Hilal Club    | Arab Cup 2021                     |
| TĐ | Seif Teiri            | 1 tháng 1, 1994   | 23      | 9  | Pharco FC        | v. Guinée; 9 October 2021         |
| TĐ | Waleed Al Shuala      | 11 tháng 11, 1998 | 6       | 0  | Al-Hilal Club    | v. Guiné-Bissau; 7 September 2021 |